# Sobirania per a les Illes
Sobirania per a les Illes (SI) és una candidatura sobiranista, formada per independents de les Illes Balears i Pitiüses.
La candidatura es presentà el 18 de maig de 2016 a Ca n'Alcover de Palma amb l'objectiu de presentar-se les eleccions espanyoles de 2016. Al Congrés dels Diputats d'Espanya, Sobirania per a les Illes està encapçalada per Mateu Matas 'Xurí', seguit de Joan Albert Pons, Jaume Sastre, Margalida Llompart, Maite Pons, Margalida Miquel, Jonathan Marí, Antònia Font, Josep Planas, Carme Rocamora, Andreu Caballero, Teresa Sastre, Nicolau Dols, Guillem Morro i Maria Antònia Oliver. Al Senat d'Espanya, els candidats són Josep de Luis, Agnès Ambròs, Manel Domènech, Loreto Amorós, Joan Lladó i Cathy Sweeney per Mallorca i Ferran Moreno, Maria Cardona i Pau Arranz per Eivissa i Formentera. A Menorca no presenten cap candidat atès que ja ho fa Més per Menorca.
La candidatura té el suport de l'Assemblea Sobiranista de Mallorca, Esquerra Republicana de les Illes Balears i Pitiüses i el moviment ciutadà Eivissa Sí. També ha rebut el suport de Cristòfol Soler, Biel Majoral i Bartomeu Mestre.